# HMS Wizard (R72)
HMS Wizard (R72/F72) là một tàu khu trục lớp W được Hải quân Hoàng gia Anh Quốc chế tạo trong Chương trình Khẩn cấp Chiến tranh của Chiến tranh Thế giới thứ hai. Sống sót qua cuộc xung đột, nó được cải biến thành một tàu frigate nhanh chống tàu ngầm Kiểu 15 vào năm 1954, xếp lại lớp với ký hiệu lườn F72, và tiếp tục phục vụ cho đến khi ngừng hoạt động và bị tháo dỡ năm 1967. Nó là chiếc tàu chiến thứ sáu của Hải quân Hoàng gia mang cái tên này.

## Thiết kế và chế tạo
Wizard được đặt hàng vào ngày 3 tháng 12 năm 1941 như một phần của Chi hạm đội Khẩn cấp 9, và được chế tạo tại xưởng tàu của hãng Vickers-Armstrong. Nó được đặt lườn vào ngày 14 tháng 9 năm 1942, hạ thủy vào ngày 29 tháng 9 năm 1943 và nhập biên chế cùng Hải quân Hoàng gia Anh vào ngày 30 tháng 3 năm 1944. Con tàu được cộng đồng cư dân Borough của Wood Green tại London đỡ đầu trong khuôn khổ chiến dịch vận động gây quỹ trái phiếu chiến tranh mang tên Tuần lễ Tàu chiến; tấm biển ghi nhận sự đỡ đầu này được lưu giữ tại Bảo tàng Quốc gia Hải quân Hoàng gia tại Portsmouth.

## Lịch sử hoạt động
Wizard đã phục vụ trong cả Thế Chiến II lẫn trong cuộc Chiến tranh Lạnh. Nó được cải biến thành một tàu frigate nhanh chống tàu ngầm Kiểu 15 vào năm 1954, và được xếp lại lớp với ký hiệu lườn mới F72.
Vào năm 1956, Wizard nằm trong thành phần Hải đội Frigate 5 và được bố trí đến Địa Trung Hải như một phần của lực lượng Hải quân Hoàng gia tham gia Chiến dịch Musketeer do vụ Khủng hoảng kênh đào Suez. Quay trở về Anh vào tháng 5 năm 1957, nó được tái trang bị tại Chatham trước khi tham gia Hải đội Frigate 17, Hải đội Huấn luyện Dartmouth, trong hai năm; trước khi được điều động sang Tây Ấn trong thành phần Hải đội Frigate 8 cho đến năm 1964. Khi quay trở về, nó tiếp nối nhiệm vụ huấn luyện học viên sĩ quan và ở lại cùng Hải đội Dartmouth, cho đến năm 1966.
Vào năm 1966, Wizard được cho ngừng hoạt động và đưa về lực lượng dự bị. Nó sau đó được đưa vào danh sách loại bỏ, và được bán cho hãng T W Ward để tháo dỡ vào ngày 16 tháng 2 năm 1967. Con tàu được kéo đến xưởng tháo dỡ tại Inverkeithing và bắt đầu tháo dỡ từ ngày 7 tháng 3 năm đó.